# Marco Rosa
Marco Rosa Gonzales (* 15. Januar 1982 in Scarborough, Ontario) ist ein ehemaliger italo-kanadischer Eishockeyspieler und derzeitiger -trainer, der im Verlauf seiner aktiven Karriere zwischen 2000 und 2021 unter anderem annähernd 150 Spiele für die Grizzly Adams Wolfsburg in der Deutschen Eishockey Liga (DEL) auf der Position des Centers bestritten hat. Darüber hinaus absolvierte Rosa über 415 weitere Partien in der American Hockey League (AHL).

## Karriere
Rosa stand zu Beginn seiner Karriere ab der Saison 1998/99 für zwei Spielzeiten für die Wexford Raiders in der unterklassigen kanadischen Juniorenliga Ontario Provincial Junior A Hockey League (OPJHL) auf dem Eis. Zwischen 2000 und 2004 war der Angreifer für das Universitätsteam des Merrimack College in der Hockey East aktiv, die in den Spielbetrieb der National Collegiate Athletic Association (NCAA) eingegliedert ist. Während dieser Zeit wurde der Stürmer im NHL Entry Draft 2001 in der achten Runde an 255. Stelle von den Dallas Stars aus der National Hockey League (NHL) ausgewählt.
Zur Saison 2004/05 wechselte der Kanadier zu den Long Beach Ice Dogs in die ECHL, ehe er während der Spielzeit 2005/06 zu den Milwaukee Admirals aus der American Hockey League (AHL) wechselte. In der folgenden Saison wurde er von den Houston Aeros unter Vertrag genommen und spielte zunächst überwiegend bei deren ECHL-Farmteam Texas Wildcatters, ehe er sich nach einer kurzen Zwischenstation bei den Providence Bruins einen Stammplatz in der AHL-Mannschaft erkämpfen konnte. Ab der Saison 2009/10 stand Rosa für zwei Spielzeiten bei den Manitoba Moose auf dem Eis und wechselte zur Spielzeit 2011/12 innerhalb der Liga zu St. John’s IceCaps.
Im Sommer 2012 entschied sich der Stürmer für einen Wechsel nach Europa und absolvierte eine Saison beim finnischen Klub Espoo Blues in der SM-liiga unter Vertrag. Zur Saison 2013/14 wechselte Rosa zu den Grizzly Adams Wolfsburg in die Deutsche Eishockey Liga (DEL), wo sein inzwischen mehrmals verlängerter Vertrag im Sommer 2016 auslief. In der Saison 2015/16 erreichte Rosa mit Wolfsburg das DEL-Finale, wo die Grizzlys dem EHC Red Bull München unterlag. Ende Juni 2016 wurde er für eine Spielzeit vom DEL-Konkurrenten Krefeld Pinguine unter Vertrag genommen. Anschließend wechselte Rosa zum italienischen Klub Asiago Hockey, mit dem er in den folgenden vier Spieljahren am Spielbetrieb der Alps Hockey League teilnahm. Im Zeitraum zwischen 2017 und 2021 gewann er mit dem Team zweimal die italienische Meisterschaft sowie jeweils einmal die Alps Hockey League und Supercoppa Italiana.
Nachdem er in der Saison 2021/22 verletzungsbedingt kein Spiel absolviert hatte, beendete der 40-Jährige seine aktive Karriere und wechselte in den Trainerstab Asiagos. Zunächst fungierte er in der Spielzeit 2022/23 als Cheftrainer der U17- und U19-Junioren sowie Jugendkoordinator des Vereins. Ab dem Sommer 2023 betreute er lediglich die U19-Junioren, stieg aber gleichzeitig in den erweiterten Trainerstab der Profis auf. Dort wurde er im Sommer 2024 zum Assistenztrainer befördert.

## Erfolge und Auszeichnungen
| - 2005 ECHL Plus Performer des Monats Januar - 2005 ECHL All-Rookie Team - 2016 Deutscher Vizemeister mit den Grizzlys Wolfsburg - 2018 Meister der Alps Hockey League mit Asiago Hockey - 2019 Topscorer der IHL Serie A | - 2019 Bester Torschütze der IHL Serie A - 2020 Italienischer Meister mit Asiago Hockey - 2020 Supercoppa-Italiana-Gewinn mit Asiago Hockey - 2021 Italienischer Meister mit Asiago Hockey |

## Karrierestatistik

### International
Vertrat Italien bei:
- Weltmeisterschaft 2019
- Weltmeisterschaft 2021

(Legende zur Spielerstatistik: Sp oder GP = absolvierte Spiele; T oder G = erzielte Tore; V oder A = erzielte Assists; Pkt oder Pts = erzielte Scorerpunkte; SM oder PIM = erhaltene Strafminuten; +/− = Plus/Minus-Bilanz; PP = erzielte Überzahltore; SH = erzielte Unterzahltore; GW = erzielte Siegtore; 1 Play-downs/Relegation; Kursiv: Statistik nicht vollständig)